# Dilma Rousseff
Dilma Vana Rousseff (wym. [ˈdʒiwmɐ χuˈsɛf]; ur. 14 grudnia 1947 w Belo Horizonte) – brazylijska ekonomistka i polityk pochodzenia bułgarskiego, Minister Górnictwa i Energii w latach 2003–2005, szefowa gabinetu prezydenta Luiza Inácio Luli da Silvy w latach 2005–2010, prezydent Brazylii od 1 stycznia 2011 do 31 sierpnia 2016 (od 12 maja 2016 zawieszona w pełnieniu obowiązków przez parlament), odwołana w wyniku impeachmentu.
Dilma Rousseff wychowała się w środowisku klasy średniej w Belo Horizonte. W młodości zainteresowała się socjalizmem, a po zamachu stanu z 1964 r. przyłączyła się do lewicowej bojówki miejskiej, zwalczającej dyktaturę wojskową w Brazylii. W związku ze swoją działalnością trafiła do więzienia, gdzie przebywała w latach 1970–1972. Była tam torturowana.
Po wyjściu na wolność zamieszkała w Porto Alegre wraz ze swoim mężem Carlosem Araújo. Oboje byli w gronie założycieli Demokratycznej Partii Pracy (Partido Democrático Trabalhista – PDT) w stanie Rio Grande do Sul, brali też udział w kampaniach wyborczych polityków tego stanu. Dilma Rousseff była Sekretarzem Skarbu w Porto Alegre pod rządami Alceu Collaresa, a następnie Sekretarzem ds. Energii stanu Rio Grande do Sul. W 2001 roku przyłączyła się do Partii Pracujących (Partido dos Trabalhadores – PT), a w następnym roku była członkiem zespołu, który opracował plan energetyczny dla rządu Luisa Inácio Luli da Silvy.
W rządzie Luli Dilma objęła urząd ministra górnictwa i energii, a następnie szefowej gabinetu prezydenta. W 2010 roku została kandydatką Partii Pracujących na urząd prezydenta. Wybory wygrała w drugiej turze, zostając pierwszą w historii Brazylii kobietą na tym stanowisku. W 2014 roku ponownie została wybrana na prezydenta kraju.
12 maja 2016 roku została odsunięta na 180 dni po tym, jak rozpoczął się proces jej impeachmentu. Jej mandat wygasł ostatecznie 31 sierpnia 2016 roku, gdy Senat odsunął ją z urzędu. Jednocześnie zachowała prawa obywatelskie i może ubiegać się o stanowiska publiczne.

## Dzieciństwo i edukacja
Dilma Rousseff urodziła się 14 grudnia 1947 roku w Belo Horizonte w stanie Minas Gerais. Jej matką była Dilma Jane Silva, brazylijska nauczycielka, a ojcem – Petyr Rusew (bułg. Петър Русев), imigrant pochodzący z Gabrowa w Bułgarii, inżynier i prawnik, poeta (bliski przyjaciel bułgarskiej poetki Elisawety Bagriany), działacz Bułgarskiej Partii Komunistycznej, który w 1929 wyemigrował do Francji. W Bułgarii pozostała jego spodziewająca się dziecka żona. W latach 30. już jako wdowiec wyjechał do Brazylii (gdzie zmienił imię i nazwisko na „Pedro Rousseff”), choć kilka lat spędził w stolicy Argentyny, Buenos Aires. Ożenił się po raz drugi – z Dilmą Silva, z którą miał troje dzieci.
Jako prawnik i przedsiębiorca Pedro Rousseff odnosił sukcesy, stąd Dilma wychowała się w rodzinie zaliczającej się do klasy średniej.

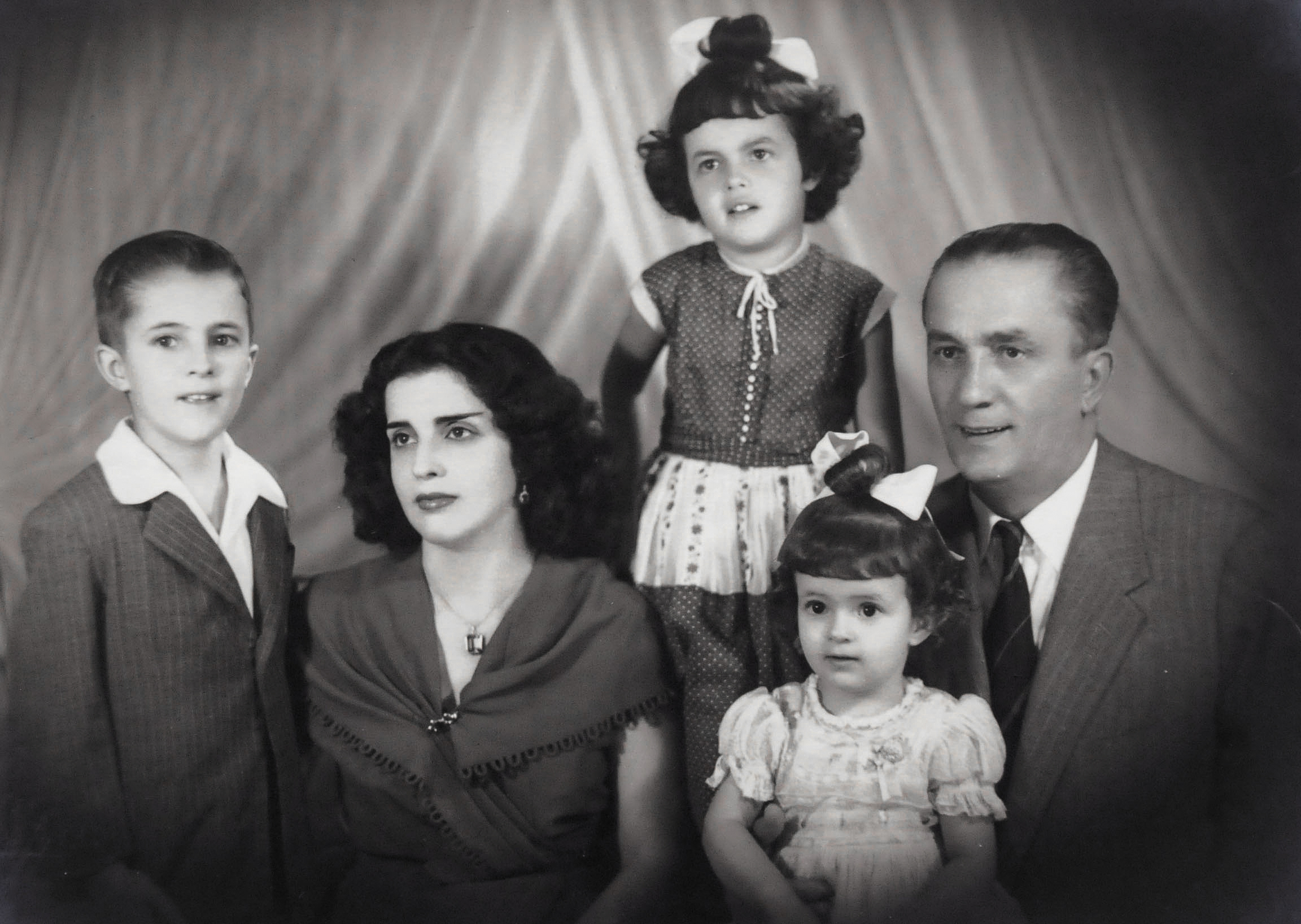
Dilma Rousseff (stojąca w centrum kadru) na zdjęciu z rodzicami i rodzeństwem

W latach 1952–1954 uczęszczała do przedszkola przy Colégio Izabela Hendrix, a w 1955 roku do Nossa Senhora de Sion (obecnie Colégio Santa Dorotéia) w Belo Horizonte. W 1964 roku rozpoczęła naukę w Colégio Estadual Central (obecnie Escola Estadual Governador Milton Campos), gdzie ruch oporu wobec dyktatury wojskowej był bardzo silny. Jak sama przyznaje, to w tej szkole stała się „buntowniczką” i zrozumiała, że „świat to nie miejsce dla początkujących”.

## Działalność w ruchu oporu (1968-69)

### Colina
W 1964 roku Dilma Rousseff przystąpiła do lewicowej organizacji marksistowskiej Polop (Organização Revolucionária Marxista Política Operária), utworzonej w 1961 roku i wywodzącej się z Brazylijskiej Partii Socjalistycznej (Partido Socialista Brasileiro). Członkowie organizacji podzielili się na dwie grupy, zgodnie z preferowanymi przez siebie formami oporu i wdrażania socjalizmu: jedna grupa popierała utworzenie zgromadzenia konstytucyjnego, podczas gdy druga grupa nawoływała do walki zbrojnej. Dilma należała do tej drugiej grupy, która przekształciła się w ruch o nazwie Colina (Comando de Libertação Nacional).
Apolo Heringer, dowódca Coliny w 1968 roku i nauczyciel Dilmy ze szkoły średniej twierdzi, że zdecydowała się ona na walkę po przeczytaniu książki francuskiego filozofa i intelektualisty Régisa Debray pt. Révolution dans la révolution. Zdaniem Heringera „książka rozpaliła wszystkich, także Dilmę”.
W tym czasie Dilma poznała Cláudio Galeno de Magalhães Linharesa, pięć lat starszego od niej, który także popierał walkę zbrojną. Pobrali się po roku związku, w 1967 roku podczas ceremonii cywilnej.
Obydwoje działali w ruchu oporu, często ukrywając się przed władzami, aby uniknąć aresztowania. W styczniu 1969 roku budynek w Belo Horizonte, w którym przebywali, otoczyła policja, jednak udało im się uciec. W tym samym roku oboje udali się oddzielnie do Rio de Janeiro, a następnie Galeno wyjechał do Rio Grande do Sul. Po dwóch latach małżeństwa, para postanowiła się rozstać, a Dilma zaczęła się spotykać z innym towarzyszem broni, Carlosem Franklinem Paixão de Araújo.
Podczas ukrywania się, Dilma używała imion Luiza, Wanda, Estela, Marina, Maria i Lúcia.

### VAR-Palmares
W 1969 roku Colina połączyła się z organizacją Vanguarda Popular Revolucionária (VPR), dowodzoną przez Carlosa Lamarcę i przyjęła nazwę Vanguarda Armada Revolucionária Palmares (VAR-Palmares). Dilma oraz jej ówczesny partner Carlos Araújo znaleźli się wśród liderów nowej organizacji.
Funkcjonariusze biorący udział w operacji policyjnej Operação Bandeirante (Oban) przeciwko lewicowej opozycji, przyznają, że Dilma była wielką liderką VAR-Palmares i jednym z „mózgów” rewolucyjnego planu.

Jednym z najbardziej spektakularnym przedsięwzięć VAR-Palmares była kradzież sejfu, należącego do byłego gubernatora stanu São Paulo, Adhemara de Barrosa. Sejf znajdował się w domu kochanki Barrosa w dzielnicy Santa Teresa w Rio de Janeiro. Akcję przeprowadzono w lipcu 1969 roku i grupa weszła w posiadanie sejfu z zawartością od 2,4 do 2,8 miliona dolarów amerykańskich. Dilma zaprzecza, że brała udział w samej operacji, ale przyznaje się do jej planowania. 

Dilma Rousseff przed sądem w 1970 roku

Kilka miesięcy po powstaniu VAR-Palmares, na konferencji w Teresópolis w sierpniu i wrześniu 1969 roku, organizacja podzieliła się na tych, którzy popierali walkę zbrojną oraz tych, którzy woleli pracować ze społeczeństwem nad wdrażaniem socjalizmu. Dilma należała do drugiej grupy i została liderką organizacji, która zachowała starą nazwę VAR-Palmares, natomiast pierwsza grupa przyjęła nazwę VPR i przewodził jej Carlos Lamarca.
Po rozłamie, Dilma została wysłana do São Paulo, gdzie jej zadaniem było ukrywanie broni, należącej do grupy. Aby uniknąć namierzenia przez policję, razem z przyjaciółką Marią Celeste Martins (w przyszłości asystentką szefa jej kancelarii) zamieszkała w skromnym domu we wschodniej części miasta, gdzie schowały broń pod swoimi łóżkami.

### Więzienie (1970-72)
Opozycjonista José Olavo Leite Ribeiro, który trzy razy w tygodniu spotykał się z Dilmą, został aresztowany przez władze i po torturach wyjawił miejsce, w którym miał się spotkać z innym członkiem bojówki – był to bar przy ulicy Rua Augusta w São Paulo. 16 stycznia 1970 roku zmuszono go, aby udał się do baru, śledzony przez policję. Tam zatrzymano jego towarzysza i w momencie, gdy grupa opuszczała bar, niespodziewanie pojawiła się w nim 23-letnia Dilma Rousseff. Zorientowała się, że coś jest nie w porządku i próbowała się wymknąć, ale policjanci zatrzymali ją i przeszukali, znajdując u niej broń. Została aresztowana. Wojskowy prokurator uważał, że jej aresztowanie było ważnym dokonaniem i nazwał ją „Joanną D’Arc” guerilli.
Dilma została zabrana do centrali Oban, gdzie przez kolejne 22 dni była torturowana – bita, rażona prądem i podwieszana na drążku, znanym w Brazylii jako pau-de-arara. Sąd pierwszej instancji skazał ją na 6 lat więzienia, jednak Superior Tribunal Militar (Najwyższy Sąd Wojskowy) zmniejszył jej karę do 2 lat i jednego miesiąca oraz zawiesił prawa obywatelskie na 18 lat.
W mieszkaniu Carlosa Lamarki znaleziono listę więźniów, którzy mieli w pierwszej kolejności być wymienieni na porwane osoby z kręgów władzy i na tej liście znalazło się nazwisko Dilmy, jednak do wymiany nigdy nie doszło i odbyła zasądzoną karę w całości.

### Życie w Porto Alegre (1972-80)
Dilma opuściła więzienie pod koniec 1972 roku i spędziła czas na rekonwalescencji z rodziną w Minas Gerais, potem przeniosła się do Porto Alegre, gdzie w miejscowym więzieniu przebywał Carlos Araújo. Zamieszkała w domu teściów i odwiedzała męża w więzieniu, przynosząc mu prasę i książki. Araújo wyszedł na wolność w lipcu 1974 roku, dwa dni po śmierci swojego ojca.

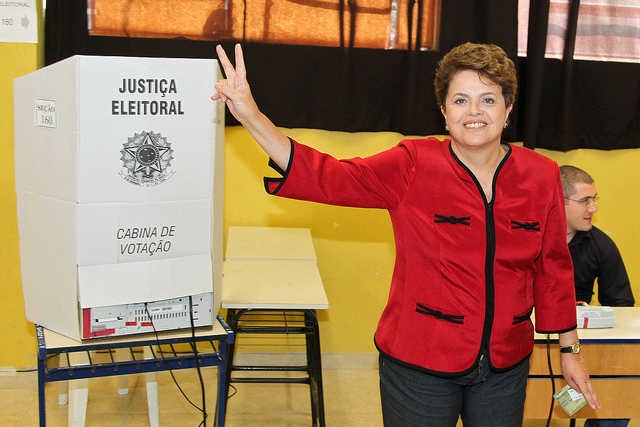
Dilma po głosowaniu w Porto Alegre w 2010

Dilma została ukarana za działalność w guerilli wydaleniem ze studiów na Universidade Federal de Minas Gerais i zakazano jej podjęcia na nowo studiów na tej uczelni, zdecydowała się więc wziąć udział w kursie przygotowawczym na wydział ekonomiczny Universidade Federal do Rio Grande do Sul. Została przyjęta i ukończyła studia w 1977 roku, tym razem nie angażując się w ruchy studenckie. Rok wcześniej, w 1976 roku urodziła swoje jedyne dziecko – córkę Paulę Rousseff Araújo.
Dilma podjęła działalność polityczną, tym razem zgodną z prawem, organizując debaty i wykłady dla Instituto de Estudos Políticos e Sociais-IEPES, powiązanego z jedyną legalną partią opozycyjną, Movimento Democrático Brasileiro – MDB. Nie będąc oficjalnie członkinią partii, w 1976 roku pracowała na rzecz kampanii Glênio Peresa, kandydata partii MDB do rady miasta.
W 1977 roku w dzienniku „O Estado de S. Paulo” opublikowano nazwisko Dilmy wśród 97 innych „wywrotowców” infiltrowanych przez administrację publiczną. Lista została sporządzona przez zdymisjonowanego ministra obrony Silvio Frotę, który określił Dilmę jako „współpracującą z wywrotowcem” Carlosem Araújo. W wyniku tego artykułu Dilma została wyrzucona z fundacji Fundação de Economia e Estatística Siegfried Emanuel Heuser – (Fundacji Ekonomii i Statystyki – FEE), gdzie wówczas pracowała.

## Kariera polityczna

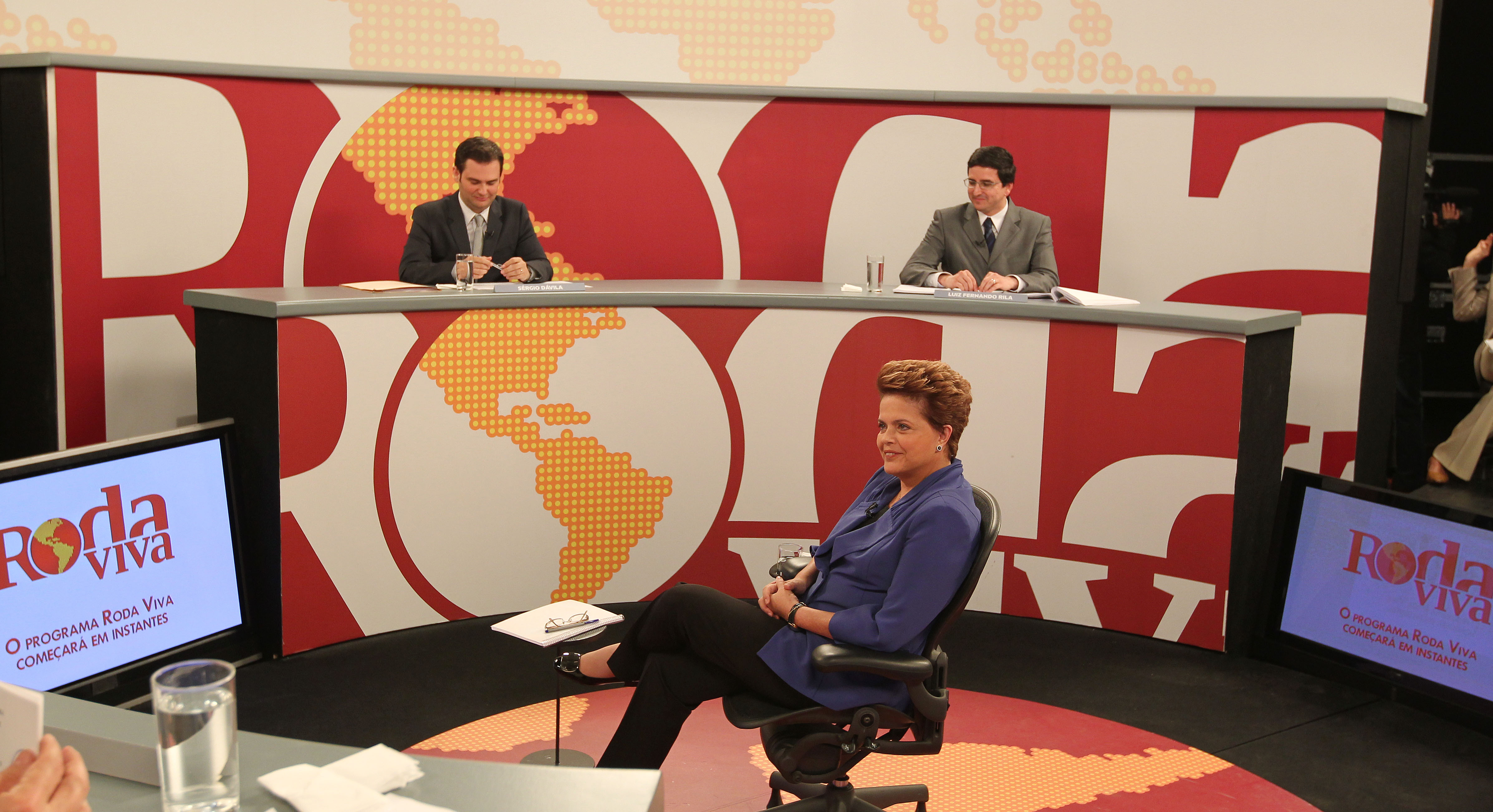
Dilma udziela wywiadu w São Paulo

Wraz z zakończeniem dwupartyjnego systemu władzy na początku lat 80., Dilma Rousseff i Carlos Araújo wraz z Leonelem Brizolą brali udział w tworzeniu Partido Trabalhista Brasileiro (Brazylijska Partia Pracy – PTB). Jednak Najwyższy Sąd Wyborczy zarejestrował pod tą nazwą inną partię, powołaną przez Ivete Vargas (siostrzenicę Getúlio Vargasa), zatem grupa zrzeszona wokół Brizoli zarejestrowała swoją partię o nazwie Partido Democrático Trabalhista (Demokratyczna Partia Pracy – PDT). Carlos Araújo był trzykrotnie wybierany na urząd deputowanego z ramienia tej partii (1982, 1986 i 1990), dwukrotnie startował również w wyborach na burmistrza Porto Alegre, przegrywając w 1988 i 1992 roku. Dilma Rousseff od połowy lat 80. pracowała jako doradczyni członków PDT przy Assembleia Legislativa do Rio Grande do Sul (Zgromadzenie Ustawodawcze Rio Grande do Sul).

### Sekretarz Skarbu miasta Porto Alegre (1986-88)
Dilma Rousseff i Carlos Araújo poświęcili się kampanii wyborczej Alceu Collaresa na urząd burmistrza Porto Alegre w 1985 roku. Po wygranych wyborach, Collares wyznaczył Dilmę na stanowisko Sekretarza Skarbu, które objęła w 1986 roku. W tym samym roku zaangażowała się w kampanię wyborczą Aldo Pinto do rządu stanowego, zostając jego doradczynią. Zdaniem Pinto, Dilma

to kobieta pełna godności, honoru, kompetentna i przyjacielska. Zna Brazylię lepiej niż Lula i jest od niego lepiej przygotowana. Jasne, że Lula ma dar przemawiania od serca i wrażliwość polityczną – mówi to, co ludzie chcą słyszeć. Dilma kieruje się głową (...), posiada zmysł rywalizacji politycznej. Nie ma tego ciepła, które ma Lula i Brizola. Dilma cała energię skupia na rozwiązaniu problemu.

Dilma sprawowała urząd do 1988 roku, kiedy zrezygnowała, aby poświęcić się kampanii Araújo na burmistrza Porto Alegre. W 1989 roku objęła stanowisko dyrektora generalnego Rady Miejskiej w Porto Alegre, jednak została zdymisjonowana przez przewodniczącego Rady Valdira Fragę za spóźnianie się do pracy. Fraga miał powiedzieć: „zwolniłem ją, bo miała problem z zegarkiem”.

### Stanowa Sekretarz ds. Energii, Górnictwa i Komunikacji (1993-94 i 1998-2002)

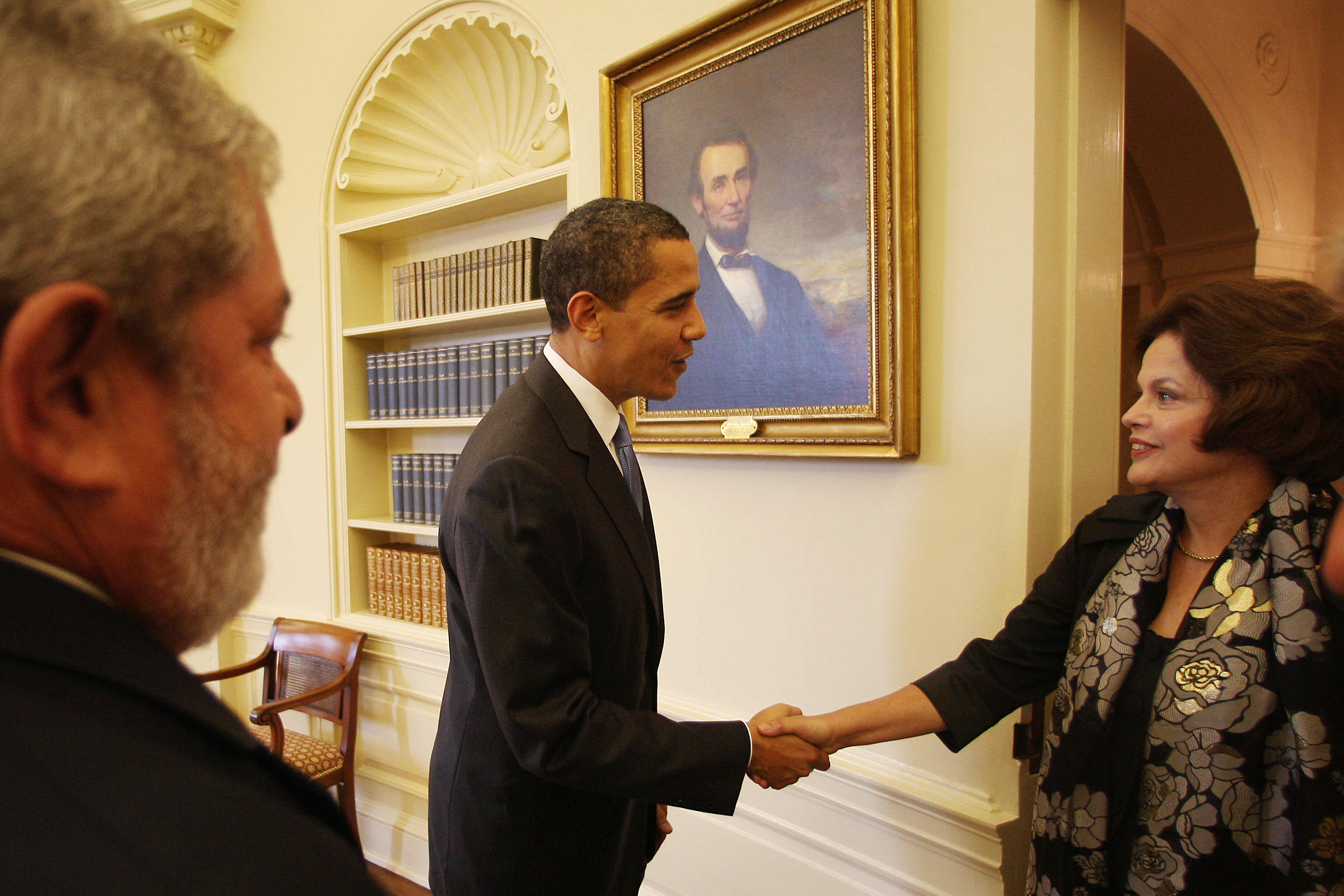
Dilma wita się z Barackiem Obamą podczas wizyty w Białym Domu

W 1990 roku Alceu Collares został wybrany na urząd gubernatora, a Dilma objęła stanowisko przewodniczącej Fundacji Ekonomii i Statystyki (FEE), gdzie pracowała do 1993 roku. Wówczas została mianowana Stanowym Sekretarzem ds. Energii, Górnictwa i Komunikacji. Sprawowała ten urząd do 1994 roku. W tym czasie rozstała się również z mężem Carlosem Araújo po tym, jak odkryła jego zdradę. Para wróciła do siebie i kontynuowała związek do 2000 roku.
W 1995 roku, po zakończeniu kadencji Collaresa, Dilma zawiesiła swoją karierę polityczną i wróciła do FEE, gdzie pracowała w redakcji pisma Indicadores Econômicos (Wskaźniki ekonomiczne). W 1998 roku wybory na gubernatora stanu Rio Grande do Sul wygrał kandydat Partii Pracujących (PT) Olívio Dutra, a było to możliwe m.in. dzięki poparciu PDT w drugiej turze. Dilma wróciła na stanowisko Stanowego Sekretarza ds. Energii, Górnictwa i Komunikacji. Dutra tak o niej mówi: „wówczas już ją znałem i szanowałem. Wyznaczyłem ją na to stanowisko także dlatego, że była bardziej na lewo od PDT, była mniejszą populistką”.
W czasie, gdy Dilma pełniła ten urząd, zdolność sektora elektroenergetycznego wzrosła o 46%, dzięki programowi awaryjnemu, który przyjęły firmy z sektora publicznego i prywatnego. W styczniu 1999 roku Dilma udała się do Brasílii, aby ostrzec administrację prezydenta Fernando Henrique Cardoso, że niezbędne są inwestycje w systemy wytwarzania i przesyłania energii, w przeciwnym razie przerwy w dostawie prądu, jakich już doświadczył stan Rio Grande do Sul, obejmą cały kraj. Pod koniec kadencji Cardoso, kryzys energetyczny dotknął całą Brazylię, z wyjątkiem trzech południowych stanów, gdzie nie było suszy i nie ustanowiono limitu zużycia energii.

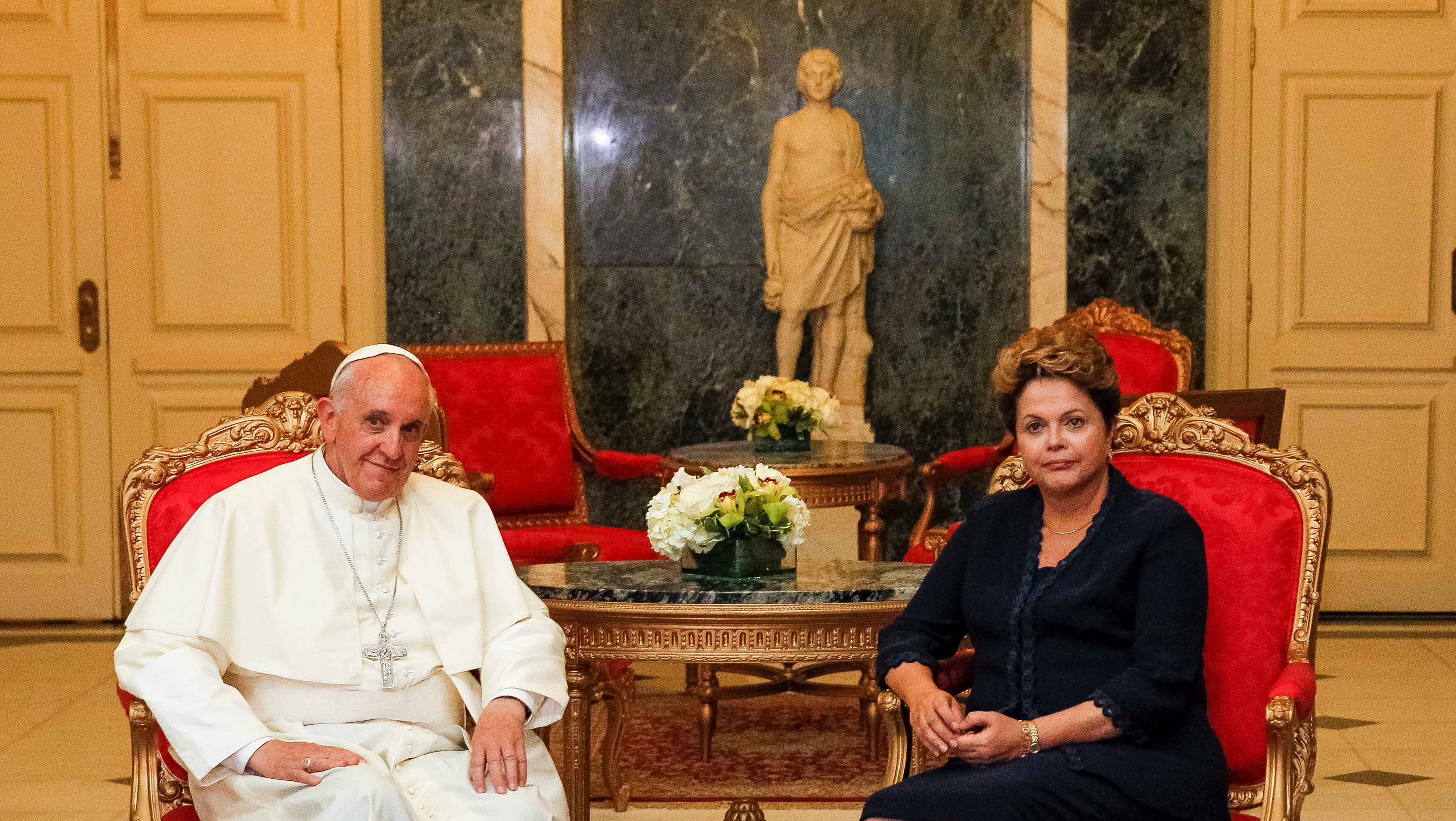
Dilma i papież Franciszek

W 2001 roku Dilma przystąpiła do Partii Pracujących, której przewodniczącym był Luiz Inácio Lula da Silva.

### Minister Górnictwa i Energii (2003-05)
Dilma Rousseff była częścią zespołu, który opracowywał kwestie związane z górnictwem i energią dla kandydata na prezydenta Luli w 2002 roku. Przyłączyła się do zespołu na zaproszenie fizyka i inżyniera nuklearnego Luiza Pinguelli Rosy, który przewodniczył spotkaniom. Dla wszystkich członków grupy było jasne, że to Pinguelli zostanie ministrem energii w razie wygranej Luli, dlatego też wielkim zaskoczeniem był wybór Dilmy na to stanowisko.
Lula tak mówi o tej decyzji:

Wiedziałem, że (Dilma) jest sekretarzem w administracji Olívio Dutry, ale nie miałem z nią wiele do czynienia, także dlatego, że należała do PDT. W moim zespole za energię odpowiadał Pinguelli Rosa. Co roku mieliśmy trzy, cztery spotkania z inżynierami z sektora energetycznego. I nagle w 2002 roku zjawia się ta koleżanka z komputerem w ręku. Zaczęliśmy rozmawiać i zrozumiałem, że ona jest inna niż pozostali w tym sensie, że ma doświadczenie Sekretarza ds. Górnictwa i Energii stanu Rio Grande do Sul. I tak sobie pomyślałem: chyba właśnie znalazłem moją kandydatkę na ministra (...). Tak właśnie trafiła do mojego rządu.

Wraz z objęciem urzędu ministra górnictwa i energii, Dilma zasiadła również w radzie nadzorczej koncernu Petrobras i sprawowała to stanowisko do marca 2010 roku.

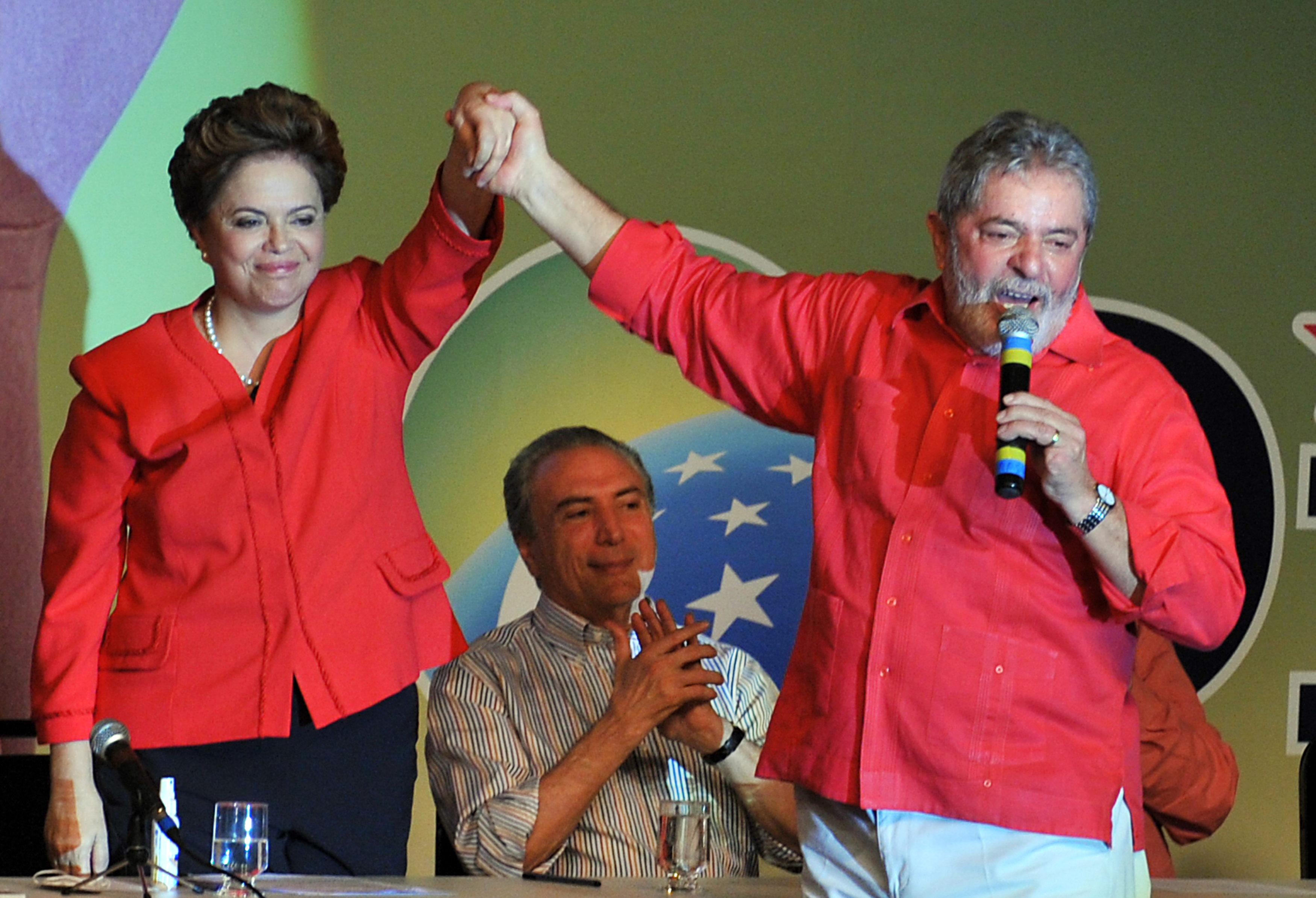
Dilma z prezydentem Lulą podczas konwencji Partii Pracujących

Jako nowy minister energii dotrzymywała kontraktów zawieranych przez poprzedni rząd. Skupiła się na tym, aby uniknąć kolejnego kryzysu energetycznego oraz na wdrożeniu nowego modelu zarządzania energią, z mniejszym udziałem państwa na rzecz wolnego rynku. José Luiz Alquéres, prezes spółki Light S.A. chwalił tę strategię wdrażania nowych inwestycji, bez których jak szacowano, kraj dotknąłby kolejny kryzys w 2009 roku. W tamtym czasie Dilma wielokrotnie spierała się z ówczesną minister środowiska, Mariną Silvą, która uważała, że przedsięwzięcia Dilmy zakłócają równowagę w przyrodzie. Szef kancelarii prezydenta Luli, José Dirceu, był zmuszony powołać zespół mediatorów, aby rozstrzygać spory pomiędzy ministrami energii i środowiska.
Luiz Fernando Leone Vianna, ówczesny przewodniczący Brazylijskiego Stowarzyszenia Niezależnych Producentów Energii ma dobre zdanie o kompetencjach Dilmy na stanowisku minister energii: „Jej zarządzanie było dobre, bo zmierzało w stronę konkurencyjnego modelu. Nie tylko utrzymała, ale też poszerzyła wolny rynek energii, a co ważniejsze, kierowała się argumentami technologicznymi, a nie ideologicznymi. Dilma brała we wszystkim udział osobiście. Słuchała i podejmowała decyzje”.
Wchodziła natomiast w spory z niedoszłym ministrem energii, Pinguellim, który został przez Lulę mianowany prezesem holdingu Eletrobrás. Różnice zdań z Dilmą doprowadziły do tego, że Pinguelli zrezygnował ze stanowiska. Nieporozumienia występowały też pomiędzy Dilmą a Sergio Gabriellim, prezesem Petrobrasu i innymi dyrektorami tej firmy. Wszyscy zarzucali jej butną i arogancką postawę.

#### Program Światło dla Wszystkich

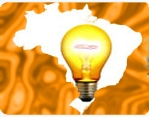
Logo programu Światło dla Wszystkich

W czasie, gdy Dilma Rousseff sprawowała urząd ministra energii, zainaugurowano program Światło dla Wszystkich (Luz para Todos), który początkowo zakładał doprowadzenie elektryczności do ok. 10 mln gospodarstw w Brazylii, położonych głównie na terenach wiejskich. W 2015 roku liczba beneficjentów programu przekroczyła 15,5 mln i obecnie trwa jego druga edycja, zaplanowana do 2018 roku.
Lula przypisuje pomysł na program Światło dla Wszystkich swojej minister energii:
„Byłem pod wrażeniem, gdy pewnego dnia weszła do mojego gabinetu i przedstawiła pomysł na ten program”. Z kolei Luiz Pinguelli Rosa i Ildo Sauer, odpowiedzialni za obszar energetyki w planach rządu PTB twierdzą, że pomysł był już obecny w planach wyborczych Luli w 1989 roku. Początkowo nosił nazwę Upowszechnienie Dostępu do Energii (Universalização do Acesso à Energia), a potem Zero Ciemności (Escuridão Zero), w nawiązaniu do innego popularnego programu z 2002 roku, Zero Głodu (Fome Zero). Autorstwo przypisuje sobie również lider partii PSDB w Izbie Deputowanych João Almeida. Twierdzi on, że podzielił się swoim pomysłem z władzami Partii Pracujących i tak narodził się program Światło dla Wszystkich.
Po uruchomieniu programu, oszacowano jego koszty na 5 miliardów reali w latach 2004–2008.

### Szefowa gabinetu prezydenta Luli (2005-10)
20 czerwca 2005 roku Dilma Rousseff została mianowana przez prezydenta Lulę szefową jego gabinetu, zostając pierwszą w historii Brazylii kobietą na tym stanowisku. Jej poprzednikiem był José Dirceu, który ustąpił w związku ze skandalem korupcyjnym, zwanym mensalão. Dirceu był oskarżony o udział w przekupywaniu deputowanych w zamian za poparcie i wręczenie łapówek w wysokości R$ 30 mln, za co w 2012 roku został skazany na 10 lat więzienia.
Wybór Dilmy na stanowisko szefowej gabinetu Luli wywołał krytykę części partyjnych kolegów, którzy twierdzili, że profil Dilmy jest zbyt techniczny, a na czele gabinetu prezydenta powinien stać ktoś z większym doświadczeniem politycznym. Dilma już wtedy miała przydomek „Żelaznej Damy”, nadany jej przez prasę. Powierzając Dilmie stanowisko szefowej swojego gabinetu, Lula zlecił jej podjęcie i przyspieszenie pracy nad projektami, które zostały zaniedbane w wyniku uwikłania Dirceu w aferę korupcyjną. Wśród priorytetów znalazł się m.in. projekt o partnerstwie publiczno-prywatnym.
Jak donosił dziennik Zero Hora, już następnego dnia po objęciu przez Dilmę urzędu szefowej gabinetu Luli, Departament Stanu USA otrzymał jej szczegółowy profil, przygotowany przez amerykański konsulat w São Paulo. Dokument zawierał opis działalności Dilmy w guerilli, a także jej upodobania zawodowe i prywatne, opisując ją jako „cenionego eksperta i osobę drobiazgową”, a także „twardą” i „pracoholiczkę”.
Rząd Luli uważał Dilmę za twórczynię Programa de Aceleração do Crescimento (Program Przyspieszonego Rozwoju – PAC). Program miał na celu rozwój brazylijskiej infrastruktury, a tym samym rozwój gospodarczy w latach 2007–2010, na co przeznaczono R$ 503,9 miliarda. Program PAC był kontynuowany w czasie, gdy Dilma została prezydentem kraju.

### Prezydent Brazylii

#### Kampania wyborcza 2010

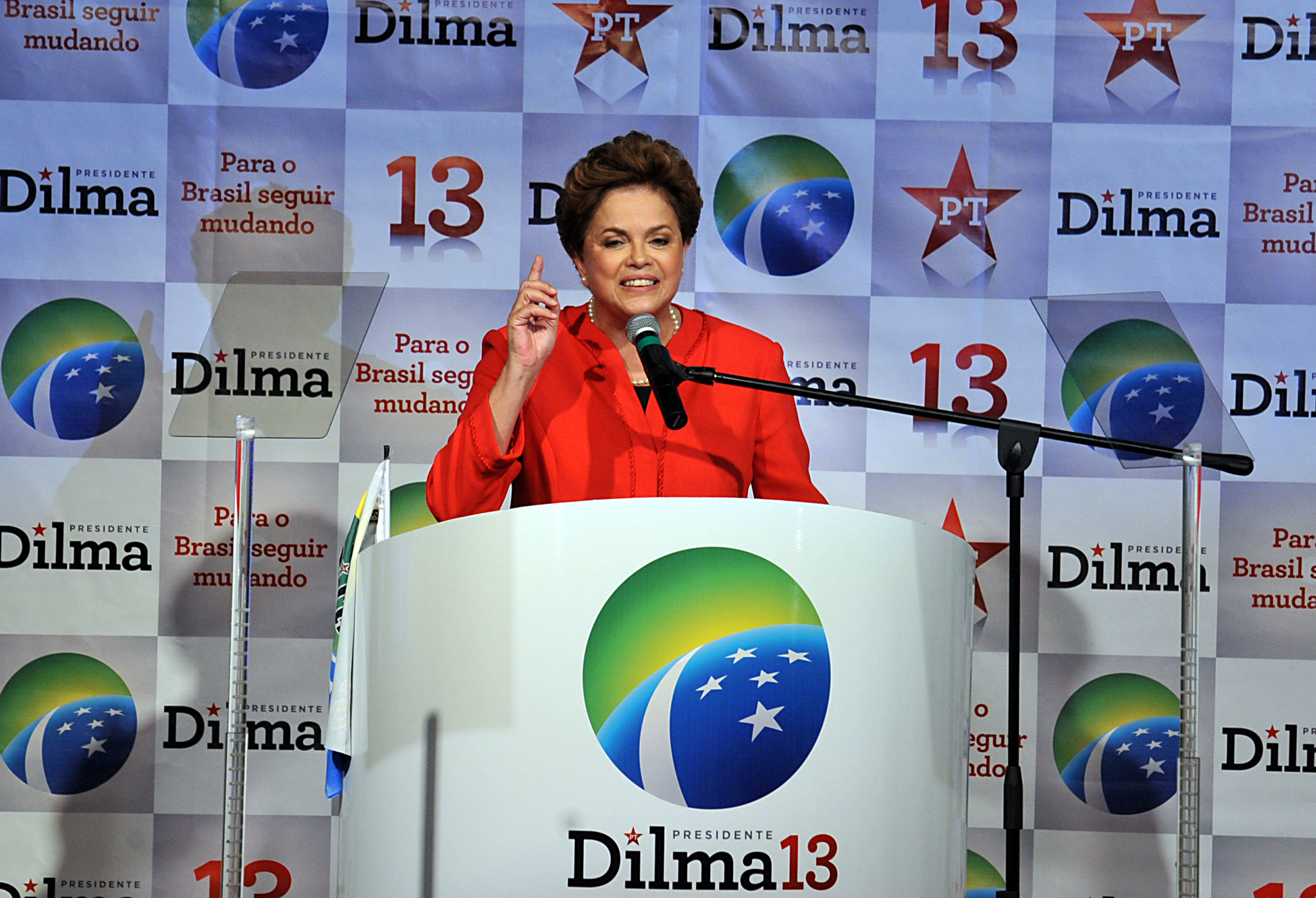
Dilma Rousseff na konwencji Partii Pracujących w 2010

W kwietniu 2007 roku Dilma Rousseff była wymieniana w gronie potencjalnych kandydatów na prezydenta w wyborach w 2010 roku. W tym samym roku prezydent Lula zaczął publicznie eksponować swoją kandydatkę, aby sprawdzić, jakie ma szanse w wyborach i czy zyska poparcie społeczne. W 2009 roku w wywiadzie dla Rádio Globo Lula powiedział: „Kontynuowanie mojej pracy to wielkie zadanie. Wszyscy wiedzą, że moim zamiarem jest zaproponowanie Dilmy jako kandydatki PT w wyborach prezydenckich, ale jej wygrana zależy od Brazylijczyków”. Po ogłoszeniu kandydatury Dilmy w wyborach, ustąpiła ona ze stanowiska szefowej gabinetu prezydenta 31 marca 2010 roku. Zastąpiła ją Erenice Guerra.
Podczas krajowej konwencji Partii Pracujących, która odbyła się 13 czerwca 2010 roku, Dilma uzyskała oficjalne poparcie partii dla swojej kandydatury, a także dla ówczesnego przewodniczącego Izby Deputowanych Michela Temera na stanowisko wiceprezydenta. W swoim wystąpieniu, Dilma podkreślała swoją rolę kobiety i matki, która będzie dbała o wszystkich Brazylijczyków, w odróżnieniu do większości poprzednich prezydentów.
Koalicja Dilmy i Temera jako kandydatów na prezydenta i wiceprezydenta Brazylii, a także sojusz 10 popierających ich partii, zyskał nazwę Para o Brasil seguir mudando (Aby Brazylia wciąż się zmieniała).

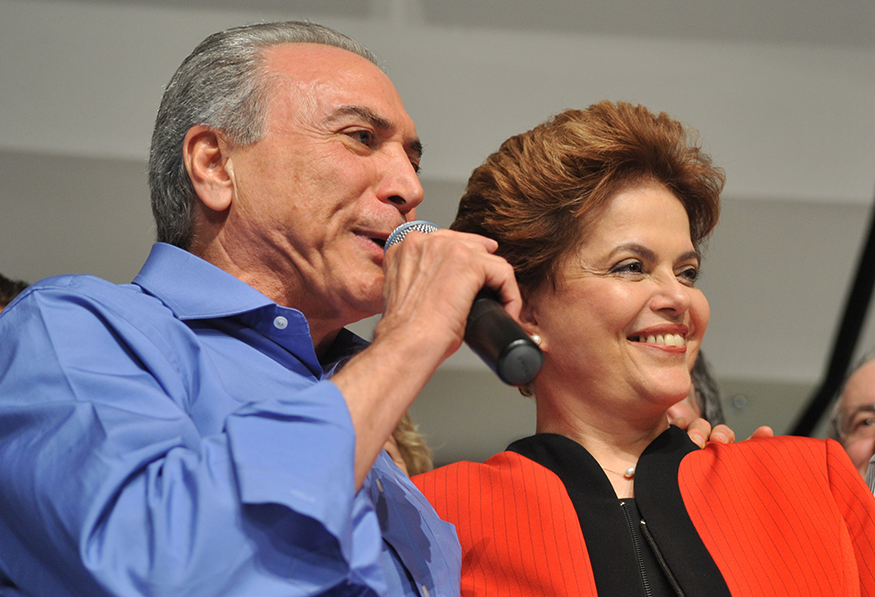
Dilma i Michel Temer – kampania wyborcza 2010

Przesłaniem kampanii wyborczej Dilmy była kontynuacja rządów Luli. Społeczne poparcie dla polityki prowadzonej przez ustępującego prezydenta sięgało 86%. Większość wyborców, którzy popierali rząd Luli, deklarowało chęć zagłosowania na Dilmę. Przeciwnicy rządu Luli wybierali jej rywala, José Serrę. Lula osobiście zaangażował się w kampanię wyborczą Dilmy, biorąc udział w wiecach i publicznie deklarując swoje wsparcie dla jej kandydatury. Został kilkukrotnie ukarany grzywnami przez Tribunal Superior Eleitoral (Najwyższy Sąd Wyborczy – TSE) za stosowanie przesadnej propagandy. Łącznie nałożono na niego kary finansowe w wysokości R$ 37,5 tys.
Dilmę popierali również liczni celebryci: aktor Benicio del Toro, amerykański reżyser Oliver Stone, piosenkarka Alcione.
18 października 2010 roku brazylijscy artyści i intelektualiści zgromadzili się w teatrze Oi Casagrande w dzielnicy Leblon w Rio de Janeiro, aby poprzeć kandydaturę Dilmy Rousseff przed drugą turą. Byli tam m.in.: Chico Buarque, Beth Carvalho, Alceu Valença, Elba Ramalho, Emir Sader, Oscar Niemeyer, Leonardo Boff i Marilena Chaui. Tego samego dnia ukazał się list członków Europejskiej Partii Zielonych, którzy również ją popierali. Sygnatariuszami listu byli: Daniel Cohn-Bendit, Dominique Voynet, Monica Frassoni, Philippe Lamberts, Noël Mamère, José Bové i Yves Cochet. Napisali oni, że przeciwnik Dilmy, Serra reprezentuje „to, co najgorsze w naszym społeczeństwie: seksizm, homofobię i popiera najmroczniejsze ekonomiczne interesy”.

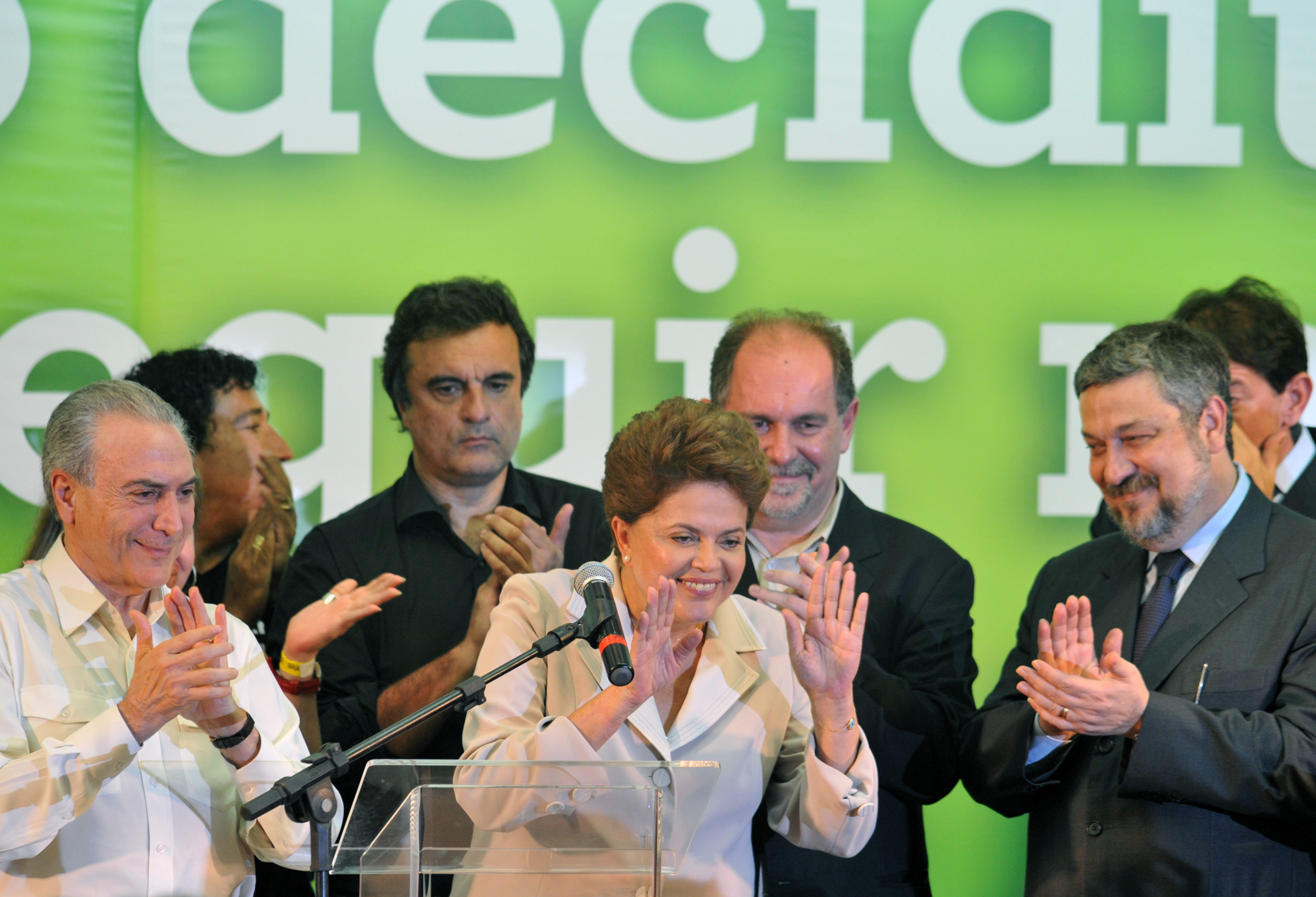
Pierwsze przemówienie nowo wybranej prezydent Brazylii w 2010

3 października w pierwszej turze wyborów Dilma Rousseff zdobyła 46,91% ważnych głosów i przeszła do drugiej tury wraz z José Serrą, który zdobył 32,61%. Na trzecim miejscu znalazła się Marina Silva, uzyskując 19,33% głosów.
Druga tura wyborów odbyła się 31 października i Dilma uzyskała 56,05% głosów (55 752 529 głosów), a tym samym została wybrana prezydentem, jako pierwsza kobieta w historii Brazylii.
Jej wybór odbił się szerokim echem na całym świecie, a media poza podkreślaniem, że jest pierwszą kobietą na stanowisku prezydenta w Brazylii, wspominały również o roli, jaką odegrał Lula w jej zwycięstwie.

#### Pierwsza kadencja (2011-14)
Dilma Rousseff została zaprzysiężona na urząd 36. prezydenta Brazylii 1 stycznia 2011 roku.

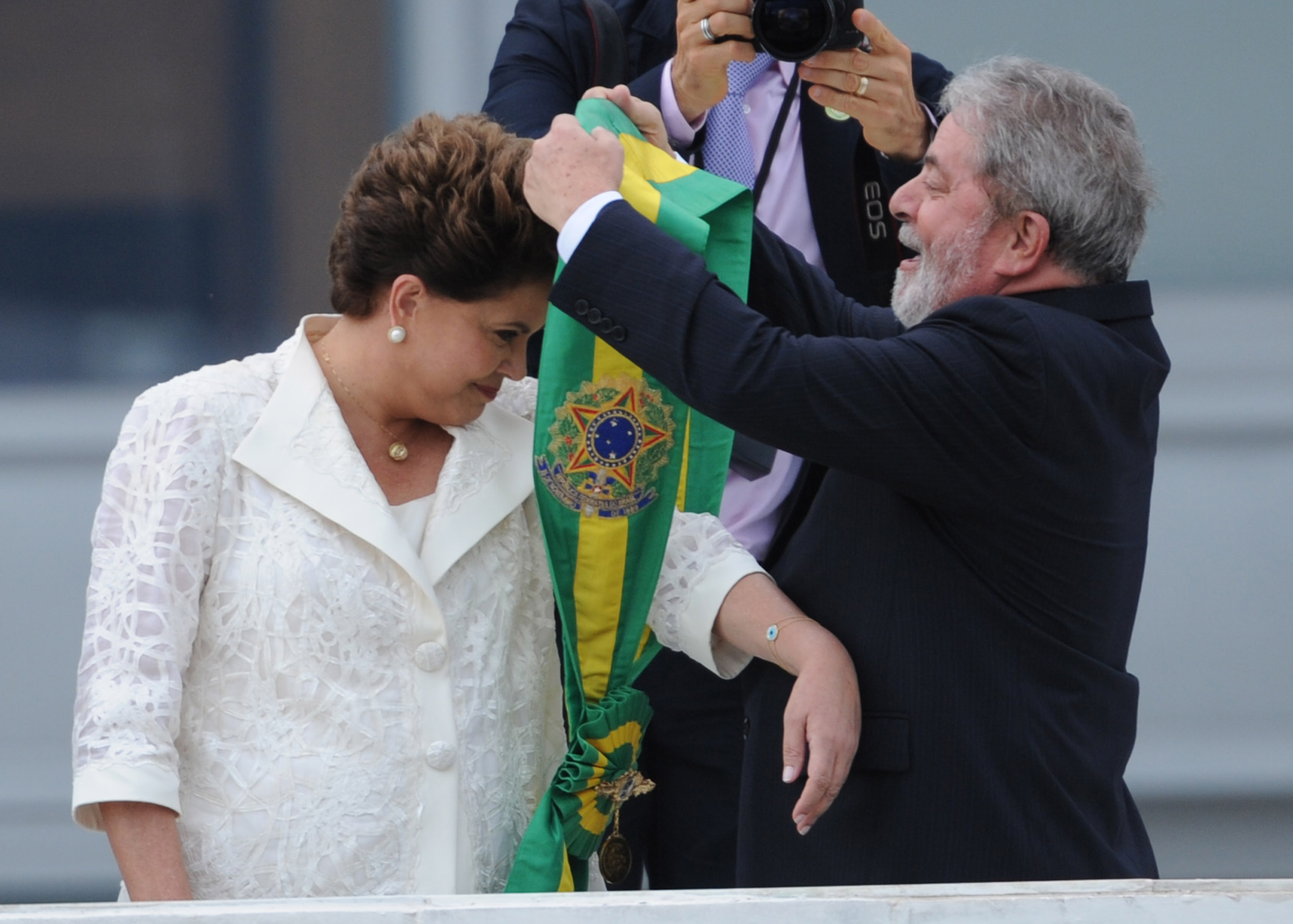
Dilma otrzymuje szarfę prezydencką z rąk Luli, 2011

W swoim przemówieniu inauguracyjnym zobowiązała się do pokonania skrajnej biedy w Brazylii i do reformy sądownictwa. „Od dzisiaj jestem prezydentem wszystkich Brazylijczyków” – powiedziała. Podziękowała również za wsparcie ustępującemu prezydentowi Luli. Wybór pierwszej kobiety na stanowisko głowy państwa wzbudził dyskusję, czy Dilma powinna być określana jako prezydent (presidente) czy prezydentka (presidenta). Podczas kampanii wyborczej sama kandydatka zdecydowała, że jeśli zostanie wybrana, będzie używała określenia prezydentka. Zgodnie ze Słownikiem Ortograficznym Języka Portugalskiego obydwie formy są dopuszczalne, co potwierdziła Academia Brasileira de Letras. W słowniku Cândido de Figueiredo forma prezydentka występuje od 1899 roku.
14 stycznia 2011 roku Dilma odwiedziła stan Rio de Janeiro, dotknięty przez powodzie i osunięcia się ziemi. Przeznaczyła R$ 100 mln na pomoc dla mieszkańców zniszczonych terenów. Na początku lutego udała się w pierwszą zagraniczną podróż do Argentyny. W marcu Brazylię odwiedził amerykański prezydent Barack Obama i doszło do podpisania szeregu umów o współpracy pomiędzy Brazylią a Stanami Zjednoczonymi.

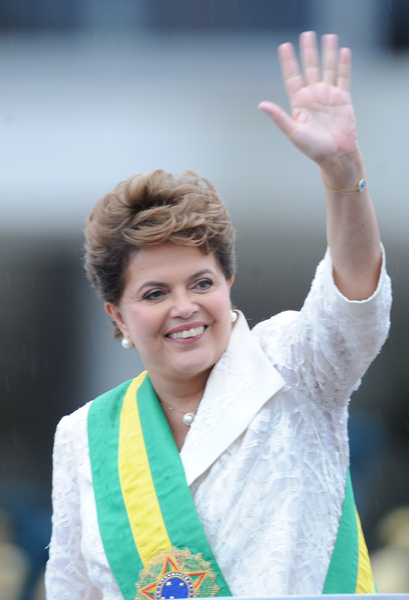
Dilma w dniu zaprzysiężenia, 1 stycznia 2011

Pierwsze miesiące prezydentury Dilmy to czas częstych podróży zagranicznych i spotkań ze światowymi przywódcami. Poza krajami Ameryki Łacińskiej, odwiedziła również Francję, Belgię, Grecję, Turcję oraz kraje afrykańskie. We wrześniu Dilma jako pierwsza kobieta przemawiała podczas otwarcia Zgromadzenia Ogólnego ONZ. Powiedziała wówczas, że jest „głosem demokracji” i wyraziła poparcie dla utworzenia państwa palestyńskiego.
W czasie trwania swojej pierwszej kadencji, rząd Dilmy kontynuował programy społeczne zapoczątkowane przez jej poprzednika Lulę, zadeklarował walkę z korupcją i wykluczeniem z powodu biedy. Do najważniejszych programów należały: Minha Casa, Minha Vida (Mój Dom, Moje Życie – w 2011 roku zapoczątkowano drugą edycję programu, który miał na celu zapewnienie dachu nad głową 2 mln rodzin do 2014 roku), Brasil Sem Miséria (Brazylia Bez Ubóstwa – program powstał w 2011 roku i był skierowany do osób, zarabiających poniżej R$ 70 miesięcznie), Mais Médicos (Więcej Lekarzy – program z 2013 roku, miał ułatwić praktykowanie w małych miastach w Brazylii lekarzom z zagranicy – od początku był krytykowany), Plano Nacional de Educação (Narodowy Plan Edukacji – program z 2014 roku, zaplanowany na 10 lat, miał na celu wykorzenienie analfabetyzmu).
Przed upływem pierwszego roku sprawowania rządów, siedmiu ministrów z rządu Dilmy ustąpiło ze stanowiska, z czego sześciu w wyniku oskarżeń o korupcję. Jako pierwszy został zdymisjonowany szef gabinetu Antonio Palocci, a za nim kolejno: Alfredo Nascimento (minister transportu), Nelson Jobim (minister obrony), Wagner Rossi (minister rolnictwa), Orlando Silva (minister sportu) i Carlos Lupi (minister pracy). Zdecydowanie, z jakim Dilma rozprawiła się z urzędnikami podejrzanymi o korupcję, przysporzyło jej zwolenników. Popierało ją 59% Brazylijczyków, czego w czasie pierwszej kadencji nie osiągnął nawet Lula – wówczas odsetek jego zwolenników wynosił 52%.
Podczas pierwszych dwóch lat kadencji, poparcie dla rządu Dilmy nigdy nie spadło poniżej 48%, a poparcie dla niej osobiście sięgało nawet 77%. Największy spadek poparcia nastąpił w czerwcu 2013 roku, kiedy kraj ogarnęła fala protestów przeciwko wzrostowi cen biletów komunikacji miejskiej oraz nadmiernym wydatkom na imprezy sportowe. W miarę narastania protestów powody, dla których ludzie wychodzili na ulice były coraz liczniejsze i dotyczyły m.in. przemocy ze strony policjantów, niegospodarności, korupcji i bezkarności. W ciągu trzech tygodni poparcie dla rządu Dilmy spadło o 27% i sięgało zaledwie 30% – był to największy spadek poparcia dla rządu od czasów Fernando Collora de Melo w 1990 roku. Fala protestów wpłynęła negatywnie także na popularność gubernatorów, burmistrzów i deputowanych wszystkich partii politycznych.
W czerwcu 2013 roku, w czasie natężenia protestów, Dilma odwołała zaplanowaną wcześniej wizytę w Japonii. 21 czerwca prezydent nagrała orędzie, wyemitowane jeszcze tego samego wieczoru. Dilma zapowiedziała w nim pilne działania w pięciu obszarach (transport, zdrowie, edukacja, odpowiedzialność fiskalna i reforma polityczna, w tym zwalczanie korupcji).

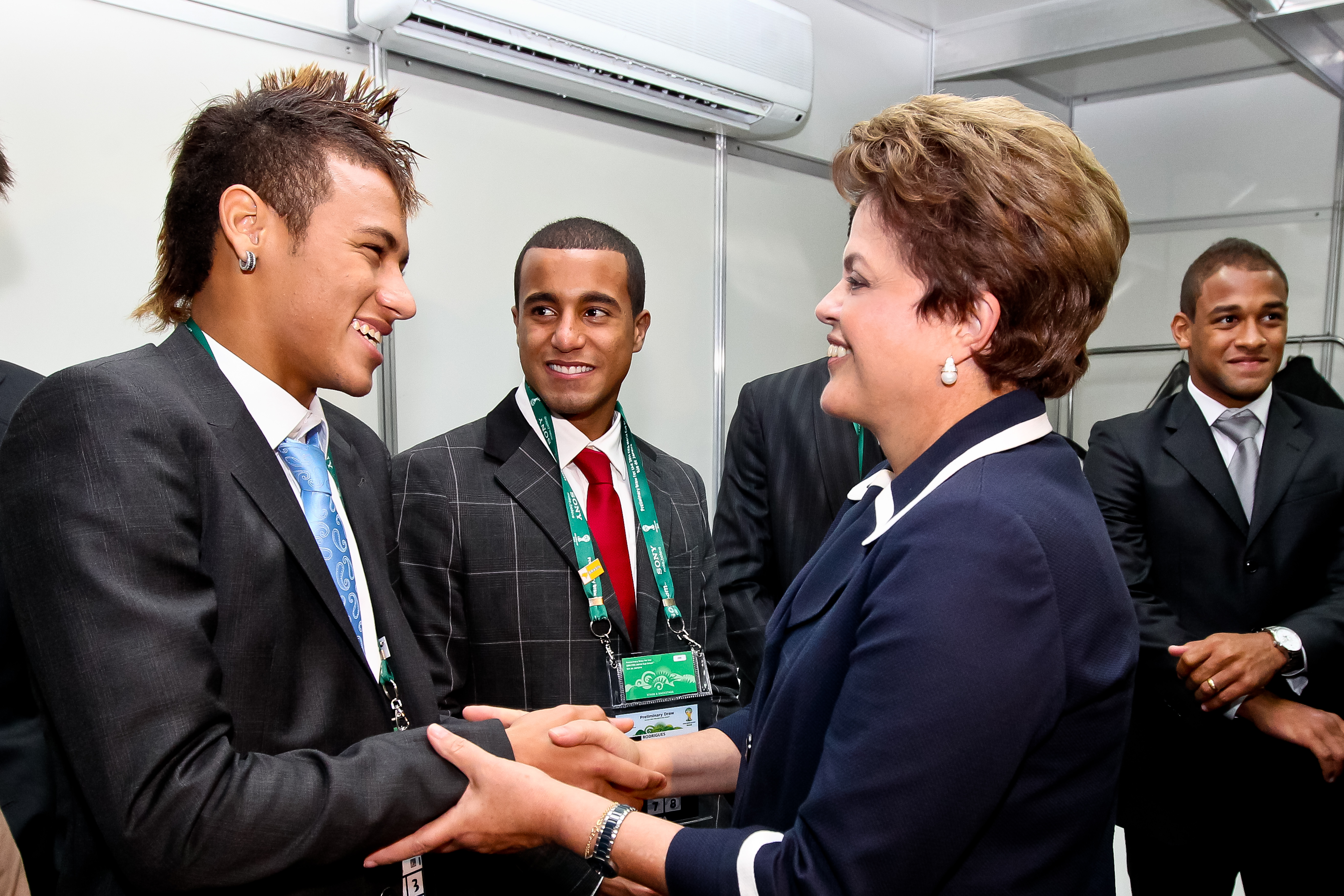
Dilma i Neymar, 2011

We wrześniu 2013 roku zostały ujawnione tajne dokumenty rządu Stanów Zjednoczonych, z których wynikało, że amerykańskie służby wywiadowcze szpiegowały prezydent Brazylii. Dilma odwołała planowaną wizytę w Waszyngtonie. 24 września podczas posiedzenia Zgromadzenia Ogólnego ONZ prezydent powiedziała, że afera inwigilacyjna szkodzi suwerenności i jest sprzeczna z prawem międzynarodowym. Określiła to zdarzenie jako „ciężkie pogwałcenie praw człowieka i wolności obywatelskich”. W lutym 2015 roku dziennik The New York Times potwierdził, że pomimo ujawnienia podsłuchów dwa lata wcześniej, Stany Zjednoczone w dalszym ciągu szpiegują prezydentów Brazylii i Meksyku.
Podczas trwania pierwszej kadencji Dilmy na stanowisku prezydenta, w Brazylii odbyły się Mistrzostwa Świata w Piłce Nożnej w 2014 roku. 10 czerwca, dwa dni przed rozpoczęciem imprezy, Dilma wystąpiła w telewizji z orędziem, odnoszącym się do mundialu. Mówiła: „na mistrzostwach, które się właśnie zaczynają, pesymiści już są przegrani. Ponieśli klęskę w starciu z pracą i determinacją narodu brazylijskiego, który nigdy się nie poddaje”. Przed rozpoczęciem mistrzostw, w kilku miastach Brazylii odbyły się protesty przeciwko wydatkom publicznym na tę imprezę. Dilma również została wygwizdana podczas wręczania pucharu reprezentacji Niemiec.

#### Kampania wyborcza 2014

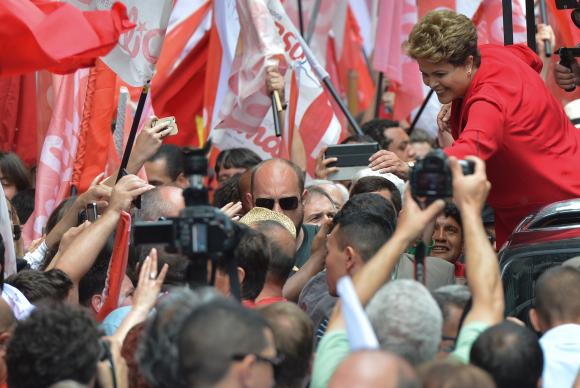
Kampania wyborcza w Porto Alegre, 2014

Liczba zwolenników rządu i samej prezydent spadła po protestach z czerwca 2013 roku. W lipcu 2013 poparcie dla Dilmy wynosiło ok. 30%, a w Rio de Janeiro zaledwie 19%. Do spadku popularności rządu przyczyniły się również afery korupcyjne z udziałem Petrobrasu i operacja Lava Jato, która rozpoczęła się w 2014 roku. Innym czynnikiem, osłabiającym poparcie dla rządu był spowolniony rozwój gospodarczy. PKB wzrastał w tempie 2% rocznie przez pierwsze 3 lata rządów Dilmy, podczas gdy za rządów Luli ta wartość wynosiła średnio 4%.
W Partii Pracujących pojawiały się głosy wzywające Lulę do ponownego wzięcia udziału w wyborach, powstał ruch „Volta, Lula” (Lula, wróć). Jednak sam zainteresowany szybko uciął wszelkie spekulacje podczas czatu z internautami: „Nie zamierzam kandydować. Moją kandydatką jest Dilma Rousseff. I mówię wam, przekażcie to dalej i skończmy już z tymi niedorzecznościami”. Podczas krajowej konwencji Partii Pracujących 21 czerwca 2014 roku, Dilma została oficjalnie nominowana na kandydatkę PT w wyborach prezydenckich, a Michel Temer został kandydatem na wiceprezydenta.
Na starcie kampanii sondaże wskazywały, że głównym rywalem Dilmy będzie senator z Minas Gerais, Aécio Neves z partii PSDB. Trzecim pod względem poparcia kandydatem był gubernator stanu Pernambuco Eduardo Campos z partii PSB. Po tragicznej śmierci Camposa w katastrofie lotniczej, zastąpiła go Marina Silva i zyskała duże poparcie, wyprzedzając Nevesa. Ostatecznie jednak Aécio Neves odrobił straty i to on wszedł z Dilmą do drugiej tury wyborów.

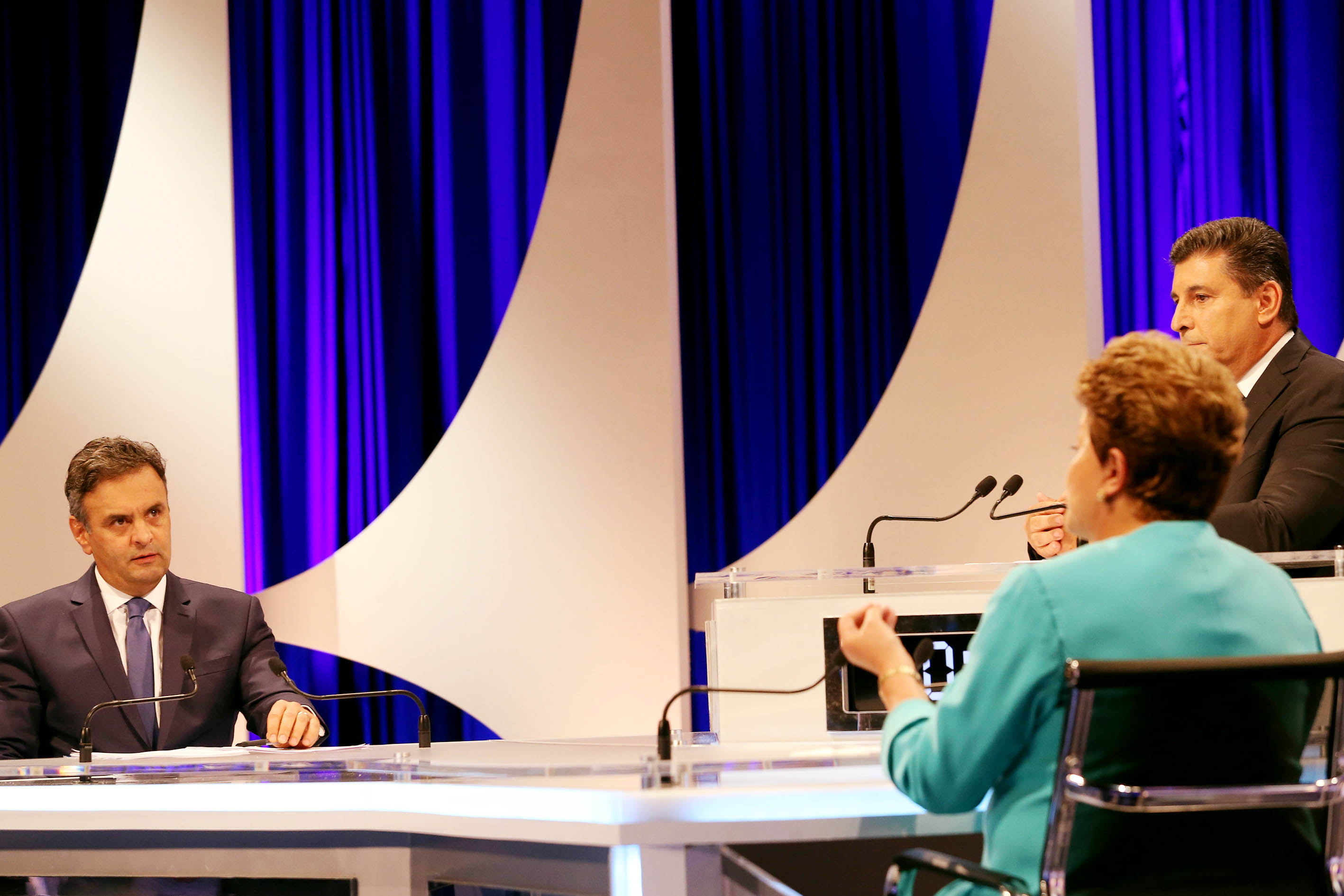
Debata prezydencka pomiędzy Dilmą Rousseff a Aécio Nevesem

Pierwsza tura wyborów odbyła się 5 października 2014 roku. Dilma zdobyła 41,59% głosów, wygrywając w 15 stanach Brazylii. Drugie miejsce zajął Aécio Neves, uzyskując 33,55% głosów – wygrał w 10 stanach. Na trzecim miejscu znalazła się Marina Silva z 21,32% głosów. W stanie São Paulo i w Dystrykcie Federalnym Dilma uzyskała najsłabsze wyniki (odpowiednio 25,82% i 23,02%), przegrywając zarówno z Nevesem, jak i Silvą.
Po pierwszej turze wyborów, Dilma skrytykowała swojego przeciwnika za próbę wykorzystania afer korupcyjnych do przeprowadzenia „zamachu” na urzędujące władze. Krytycznie odniosła się też do wypowiedzi byłego prezydenta Fernanda Henrique Cardosa, który powiedział, że ludzie głosowali na PT nie dlatego, że są biedni, ale dlatego, że są źle poinformowani. Dilma zarzuciła FHC, że nazywa jej wyborców ignorantami. Aécio Neves w swojej kampanii przed drugą turą skupił się na potrzebie zmian. „Miliony Brazylijczyków jasno dały do zrozumienia, że nie akceptują drogi, jaką dzisiaj kroczy Brazylia”. Podkreślił również, że popierają go kandydaci, którzy nie weszli do drugiej tury – Pastor Everaldo, Eduardo Jorge, a przede wszystkim Marina Silva.
Druga tura wyborów miała miejsce 26 października 2014 roku, a jej wyniki zostały ogłoszone o g. 20.27, po zliczeniu głosów z 98% urn. Dilma Rousseff została wybrana na drugą kadencję, uzyskując 51,64% (54 501 118) głosów. Aécio Neves zdobył 48,36% (51 041 155) głosów. W swojej przemowie tego samego wieczoru, Dilma zapowiedziała dialog i współpracę, a także zaapelowała o przekształcenie „wyborczej gorączki” w „konstruktywną energię w nowym momencie dla Brazylii”.

#### Druga kadencja (2014-15)

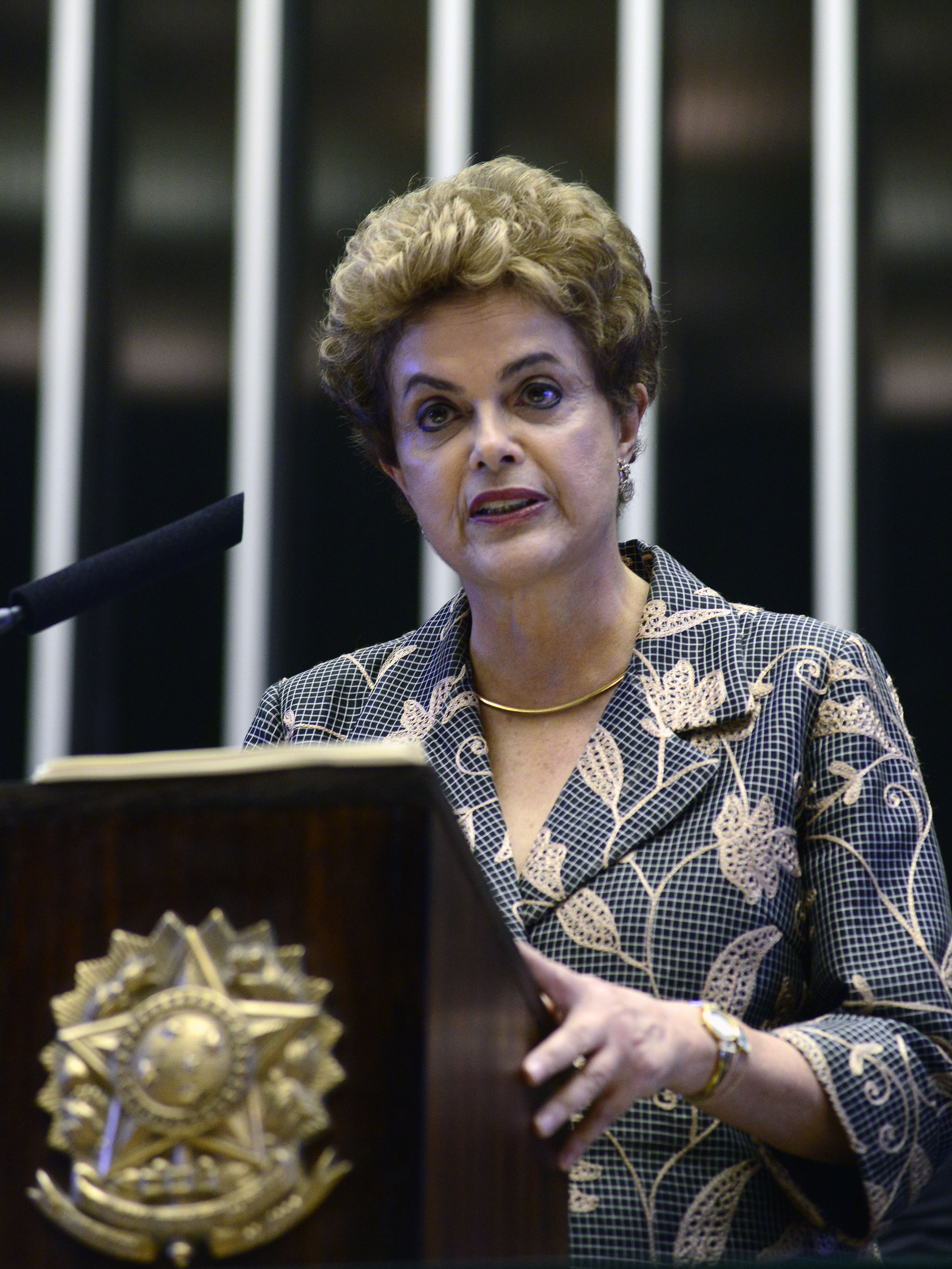
Dilma składa zeznania przed Kongresem, 2016

1 stycznia 2015 roku Dilma Rousseff została zaprzysiężona na drugą kadencję. W momencie gdy Dilma obejmowała urząd, Brazylia przeżywała kryzys gospodarczy, który osłabiał pozycję prezydent. Do jej największych wyzwań należało zatrzymanie inflacji i przyspieszenie tempa wzrostu gospodarczego, który znajdował się w stagnacji. W 2015 roku inflacja osiągnęła 7%, a bezrobocie 8,5%. Dilma musiała też rozwiązać problem korupcji, który negatywnie wpływał na wizerunek rządzących i całej klasy politycznej. Na początku lutego poparcie dla Dilmy spadło z 42% do 23%, co było najniższym wynikiem poparcia dla rządu od 1999 roku, kiedy prezydentem był Fernando Henrique Cardoso.
W marcu 2015 roku w całym kraju miały miejsce manifestacje przeciwko prezydent, najwięcej osób wyszło na ulice 15 marca – według szacunków policji, w São Paulo mogło być nawet milion manifestantów. Protesty odbyły się również poza granicami Brazylii – m.in. w Londynie, Lizbonie, Buenos Aires i Nowym Jorku. Głównym postulatem protestujących było nawoływanie do impeachmentu prezydent oraz obarczenie odpowiedzialnością partii PT za skandal korupcyjny Petrobrasu. Afera korupcyjna była głównym tematem w brazylijskich mediach, a gazety donosiły o aresztowaniach znanych biznesmenów i polityków, m.in. Marcelo Odebrechta czy byłego skarbnika PT, João Vaccari Neto.
W marcu 2016 operacja Lava Jato wkroczyła w 24. etap, którego celem stał się były prezydent Lula. 4 marca policja doprowadziła go na posterunek na lotnisku w Congonhas, gdzie składał zeznania dotyczące darowizn od Petrobrasu oraz firm powiązanych ze spółką naftową. 16 marca Dilma mianowała Lulę szefem swojego gabinetu, zapewniając mu w ten sposób immunitet. Jednak dzień później decyzja sędziego federalnego Itagiba Catta Preta Neto zawiesiła objęcie stanowiska przez byłego prezydenta.
29 marca 2016 roku partia PMDB wiceprezydenta Michela Temera zerwała koalicję z partią PT, a tym samym z rządem Dilmy Rousseff. Sześciu ministrów należących do PMDB zostało wezwanych do złożenia dymisji. Wiceprezydent Temer pozostał jednak na stanowisku, tłumacząc tym, że został wybrany w wyborach powszechnych.

#### Impeachment
2 grudnia 2015 roku przewodniczący Izby Deputowanych Eduardo Cunha przyjął wniosek o impeachment Dilmy Rousseff, złożony przez Hélio Bicudo, Janainę Paschoal i Miguela Reale Júniora.
17 kwietnia 2016 Izba Deputowanych wynikiem głosów 342 z 513 głosowała za impeachmentem wobec prezydent Dilmy Rousseff. Formalnym powodem były tzw. pedaladas fiscais, czyli bezprawne działania rządu, których celem było domknięcie budżetu państwa i ukrycie powiększenia się deficytu. 11 maja tego samego roku za zawieszeniem Rousseff zagłosowało 55 z 77 senatorów, co oznacza formalne dopełnienie procedury zawieszenia prezydent i wszczęcia śledztwa. Na jego czas urząd prezydenta Brazylii objął dzień później wiceprezydent Michel Temer.
31 sierpnia 2016 Senat Brazylii stosunkiem głosów 61 – za, a 20 – przeciw odwołał Dilmę Rousseff ze stanowiska.

## Życie po prezydenturze
Po utracie stanowiska w wyniku impeachmentu, Dilma przeprowadziła się do Porto Alegre i zamieszkała w dzielnicy Tristeza w południowej części miasta. Zachowała część przywilejów, należnych byłej głowie państwa, na przykład prawo do zatrudnienia ośmiu doradców oraz do ochrony osobistej. Ma również prawo do korzystania z dwóch samochodów służbowych. Straciła natomiast prawo do świadczenia w wysokości R$ 30 tys. miesięcznie — po przejściu na emeryturę wynosi ono R$ 5 tys. (mniej więcej 3650 zł zamiast 22000 zł). W grudniu 2016 roku Dilma objęła stanowisko przewodniczącej rady doradczej fundacji Fundação Perseu Abramo, za co pobiera wynagrodzenie. Otrzymała również propozycję przewodnictwa całej fundacji, jednak wzbudziło to sprzeciw wewnątrz partii PT.
Dilma twierdzi, że padła ofiarą „zamachu stanu” – tę tezę głosi na licznych wykładach w kraju i za granicą. Krytykuje również prezydenta Temera, który zastąpił ją na stanowisku głowy państwa. W wywiadzie dla dziennika „Folha de S. Paulo” zdradziła, że zamierza napisać książkę o kulisach impeachmentu. Po impeachmencie Dilma zachowała pełnię praw obywatelskich, dlatego też przyznawała, że nie wykluczała startu w wyborach do Izby Deputowanych albo do Senatu w 2018 roku.

## Odznaczenia
Brazylijskie
- Krzyż Wielki Orderu Narodowego Zasługi (2011) – ex officio
- Krzyż Wielki Orderu Zasługi Sił Zbrojnych (2011) – ex officio
- Krzyż Wielki Orderu Zasługi Marynarskiej (2011) – ex officio
- Krzyż Wielki Orderu Zasługi Wojskowej (2011) – ex officio
- Krzyż Wielki Orderu Zasługi Lotniczej (2011) – ex officio
- Krzyż Wielki Orderu Rio Branco (2011) – ex officio
- Krzyż Wielki Orderu Zasługi Sądownictwa Wojskowego (2011) – ex officio
- Krzyż Złoty Medalu Zasługi Mauá (2011) – ex officio
- Krzyż Wielki Orderu Zasługi Pracy (2011) – ex officio
- Wielki Łańcuch Orderu Zasługi Sądownictwa Pracy (2012)[119] – ex officio
- Krzyż Wielki Orderu Zasługi Komunikacyjnej (2011) – ex officio
- Krzyż Wielki Orderu Zasługi Kulturalnej (2011) – ex officio
- Krzyż Wielki Orderu Zasługi Naukowej (2011) – ex officio

Zagraniczne
- Order Stara Płanina I klasy (Bułgaria)[120]
- Łańcuch Orderu Izabeli Katolickiej (2012, Hiszpania)[121]
- Krzyż Wielki Orderu Słońca Peru (2013)[122]
- Łańcuch Orderu Orła Azteckiego (2015, Meksyk)[123]